# Marc Weissbluth
Marc Weissbluth ist ein amerikanischer Kinderarzt, der an der Northwestern University lehrt. Als Experte für kindliche Schlafprobleme ist Weissbluth auch einem größeren Publikum bekannt geworden. Er ist ein prominenter Befürworter der „Cry It Out“-Methode, einem Schlaftraining für ältere Säuglinge und Kleinkinder. Seine weiteren fachlichen Interessen liegen u. a. auf den Gebieten der Entwicklung des Säuglings und des Kindes, der Koliken und des kindlichen Schreiens.

## Leben und Werk
Marc Weissbluth ist ein Sohn des in Russland geborenen Physikers Mitchel Weissbluth (Stanford University). Marc Weissbluth hat an der Stanford University und an der Medical School der Washington University in St. Louis studiert, wo er 1970 seinen medizinischen Abschluss erhielt. In den folgenden drei Jahren praktizierte er als Kinderarzt am Children’s Hospital in St. Louis. 1973 gründete er in Chicago die Northwestern Children’s Practice.
Seit Mitte der 1970er Jahre lehrt er an der Feinberg School of Medicine der Northwestern University das Fach klinische Kinderheilkunde. Am Children’s Memorial Hospital (heute: Ann & Robert H. Lurie Children's Hospital of Chicago) gründete er 1982 das Sleep Disorder Center. 2013 zog er sich als praktizierender Kinderarzt aus der Northwestern Children’s Practice zurück.
Weissbluth ist ein Fellow der American Academy of Pediatrics. Er ist verheiratet und Vater von vier Kindern. Sein Sohn Daniel ist ebenfalls Kinderarzt.

## Schriften (Auswahl)
- Crybabies: What to Do When Baby Won’t Stop Crying!, William Morrow & Co, 1984, ISBN 978-0-87795-611-2; Berkley, überarbeitete Ausgabe, 1985, ISBN 978-0-425-07970-6
- Sweet Baby: How To Soothe Your Newborn, Northwestern Childrens Practice, 1998, ISBN 978-0-9666140-1-5
- Healthy Sleep Habits, Happy Child, Ballentine, 1999, ISBN 978-0-449-00402-9 (erstmals 1987)

deutsche Ausgabe: Gesunder Schlaf – glückliches Kind: Umfassende Hilfe bei Schlafproblemen, Beltz, 1997, ISBN 978-3-407-85719-4
- Healthy Sleep Habits, Happy Child: Your Fussy Baby, Ballentine, 2004, ISBN 978-0-345-47302-8
- Healthy Sleep Habits, Happy Twins: A Step-by-Step Program for Sleep-Training Your Multiples, Ballentine, 2009, ISBN 978-0-345-49779-6
- Sleep Consult, Amazon Kindle, 2012